# Шелубей
Шелубей — посёлок в составе Нароватовского сельского поселения Теньгушевского района Республики Мордовия.

## География
Находится на расстоянии примерно 6 километров по прямой на юг от районного центра села Теньгушево.

## История
Основан в начале 1920-х года, название по местному озеру. В 1931 году учтено 37 дворов.

## Население
Постоянное население составляло 8 человек (мордва 100 %) в 2002 году, 2 в 2010 году.